# Rampur Baghelan
Rampur Baghelan fou un antic estat tributari protegit del tipus jagir, avui al districte de Satna, a Madhya Pradesh. La capital era Rampur Baghelan, avui una ciutat i nagar panchayat que consta en el cens del 2001 amb una població d'11.315 habitants; està situada a 24° 30′ 06″ N, 81° 02′ 54″ E / 24.50167°N,81.04833°E. L'estat va sorgir quan Thakur Puranmal, novè governant de Baikunthpur, va cedir al seu fill segon, Lal Singh, els territoris en jagir de Rampur Baghelan, Velka, Sirmaur i Hatka o Hatia, vers el 1700. Al seu torn, Lal Dingh va repartir el domini i va cedir Hatia al seu fill Jit Rai. Harihar Rai, el successsor, va cedir Gadwar al seu segon fill, Singhju. L'únic fill de Meharban Singh, Khuman Singh, va morir en la batalla d'Aswarn el 1783, i va quedar sense successor, i a la seva mort el va succeir el seu germà Shiv Singh. El segon fill d'aquest, Ram Singh, va rebre el jagir d'Itma.

## Llista de thakurs
- Thakur LAL SINGH,
- Thakur HARIHAR RAI (fill)
- Thakur TRIBHUBAN RAI (fill)
- Thakur CHHATRASAL (fill)
- Thakur SHAHJU (fill)
- Thakur MEHARBAN SINGH (fill)
- Thakur SHIV SINGH (germà)
- Thakur DALTHAMBHAN SINGH (fill)
- Thakur SAHAB RAI (fill)
- Thakur BHAGAT SINGH (fill)
- Thakur ANANT SINGH (fill)
- Thakur RAJIVLOCHAN SINGH (fill)
- Thakur JAGAT BAHADUR SINGH (fill)